# Betty Loh Ti
Betty Loh Ti (樂蒂, Lè dì), née le 24 juillet 1937 à Shanghai et décédée le 27 décembre 1968  à Hong Kong, est une actrice hongkongaise souvent décrite comme la 'Beauté chinoise classique'. Dans les années 1960, elle était populaire chez les spectateurs chinois et occidentaux.

## Biographie
Née à Shanghai sous le nom chinois 奚重儀 (Xī Zhòng-yí), Betty a été élevée par sa grand-mère maternelle après la mort de ses parents. Avec sa famille, elle quitta Shanghai en 1949 et s'installa à Hong Kong.
Betty commença sa carrière au cinéma en 1952 et joua dans 44 films jusqu'à sa mort en 1968. Pendant cette période, elle travailla pour trois sociétés de production différentes : Great Wall Film Production (1953-1958), Shaw Brothers (Hong Kong) (1958-1964), et Motion Picture and General Investments (1964-1968). Dans ses 44 films, elle a joué divers rôles mettant en avant ses talents d'actrice.
Elle épousa l'acteur Peter Chen Ho en 1962. Son frère Kelly Lai Chen était aussi un acteur pour MP&GI.
Elle se suicide en 1968.

## Films principaux

### L'Ombre enchanteresse
En 1960, L'Ombre enchanteresse (倩女幽魂 - Chen nu yu hun) fut projetée au Festival de Cannes. Le film produit par les Shaw Brothers était le premier film en Mandarin et en couleur à participer à un festival international majeur. L'audience lui accorda un accueil enthousiaste, et Betty fut sacrée 'La Plus Belle Star de l'Est'.

### Le Rêve dans le pavillon rouge
(Hong lou meng) En 1962, elle joue le rôle de Lin Daiyu dans ce film, basé sur le mondialement célèbre livre du même titre écrit par Cao Xueqin pendant la Dynastie Qing, l'histoire d'amour tragique entre cette femme gracieuse et son cousin Jia Baoyu. Même si le film ne rencontra pas de succès, ses fans furent touchés par sa performance.

### The Love Eterne
(Liang Shan Ba yu Zhu Ying Tai) En 1963, Betty Loh Ti reçoit la récompense de meilleure actrice aux Golden Horse Awards à Taïwan pour son rôle dans le blockbuster Love Eterne. Ce film rafla des records de box-office dans de nombreux pays d'Asie du Sud-Est, Taipei devint même 'la ville folle'. De nombreuses personnes allèrent voir le film plus d'une centaine de fois. On peut dire qu'il fût l'équivalent mandarin d'Autant en emporte le vent.

## Filmographie

### Great Wall Film Production
- Jue dai jia ren - The Peerless Beauty (1953)
- Du hui jiao xiang qu - Tales of the City (1954)
- Loves of the Youngsters (1955)
- Diamond Thief (1955)
- The Apartment for Women (1956)
- Sunrise (1956)
- San lian - Three Loves (1956)
- Xin gua - A Widow's Tears (1956)
- The Song of Harmony (1957)
- Suspicion (1957)
- The Chivalrous Songstress (1957)
- Love Affairs of a Confirmed Bachelor (1959)

### Shaw Brothers
- The Magic Touch (1958)
- Love Letter Murder (1959)
- Er nu ying xiong chuan - The Adventures of the Thirteenth Sister (1959)
- Ji ren yan fu - The Deformed (1959)
- Hou men - Rear Entrance (1960)
- The Malayan Affair (1960)
- Love Thy Neighbour (1960)
- Chen nu yu hun - L'Ombre enchanteresse (1960)
- Yi shu tao hua qian duo hong - When the Peach Blossoms Bloom (1960)
- The Rose of Summer (1961)
- The Pistol (1961)
- Hua tian cuo - The Bride Napping (1962)
- Le Rêve dans le pavillon rouge (1962)
- Ye ban ge sheng - Shang ji - Mid-Nightmare (Part One) (1962)
- Ye ban ge sheng - Shang er - Mid-Nightmare (Part Two) (1963)
- Revenge of a Swordswoman (1963)
- Liang Shan Ba yu Zhu Ying Tai - The Love Eterne (1963)
- My Lucky Star (1963)
- Wan hua ying chun - The Dancing Millionairess (1964)
- Yu Tangchun - The Story of Sue San (1964)
- Da di ernue - Sons of Good Earth (1965)

### Motion Picture and General Investments
- A Beggar's Daughter (1965)
- The Longest Night (1965)
- Suo lin nang - The Lucky Purse (1966)
- Lady in the Moon (1966)
- A Debt of Blood (1966)
- The Magic Fan (1967)
- Tai tai wan sui - Darling, Stay at Home (1968)
- Jue dou e hu ling - Travels with a Sword (1968)
- Hong mei ge - Red Plum Pavilion (1968)